# Посівна площа
Посівна́ пло́ща — площа (в гектарах), зайнята посівами сільськогосподарських культур.
Розрізняють загальну посівну площу і посівну площу окремих сільськогосподарських культур або культур, об'єднаних у певні групи за характером використання (круп'яні, технічні, овочеві, кормові), способом догляду (просапні́) або за ботанічними ознаками (зернові, зернобобові, коренеплоди).
Розподіл загальної посівної площі під різні групи сільськогосподарських культур називається структурою посівної площі.
Посівна площа повторних посівів в загальну посівну площу не включається.

## В Україні
В Україні за СРСР, зокрема у повоєнний час (після Другої світової війни) загальна посівна площа сільсько-господарських культур, як основного призначення, так і кормових та технічних, постійно збільшувалася; після 1991 року внаслідок занепаду сільського господарства відбувається неухильне скорочення посівних площей у державі.
Структура посівних площ — відсоткове відношення розміру посівних площ окремих сільськогосподарських культур до їх груп (зернові, технічні, картопля та овоче-баштанні, кормові культури) та цих груп до загальної посівної площі.
| Сільськогосподарські культури | 1940 | 1980 | 1985 | 1990 |
| ----------------------------- | ---- | ---- | ---- | ---- |
| Зернові                       | 68.2 | 49.0 | 49.2 | 46.6 |
| Технічні                      | 8.6  | 12.1 | 11.2 | 11.7 |
| Картопля та овоче-баштанні    | 9.0  | 6.9  | 6.8  | 6.6  |
| Кормові                       | 14.2 | 32.0 | 32.8 | 35.1 |

19 травня 2024 року, згідно повідомлення пресслужби Верховної Ради України, в Україні в 2024 році очікується збільшення засіяних площ на 100 тис. га , оскільки значну кількість територій на Харківщині та Херсонщині вже розміновано.

## Джерело
- Українська радянська енциклопедія : у 12 т. / гол. ред. М. П. Бажан ; редкол.: О. К. Антонов та ін. — 2-ге вид. — К. : Головна редакція УРЕ, 1974–1985., Том 9, К., 1983, стор. 27
- Паламарчук М. М. Географія України: Підр. для серед. шк. — 2-тє вид., перероблене і доповнене. — К.: Освіта, 1992. — 159 с.: іл., карти. [ISBN 5-330-01950-8]

1. ↑  Дмитро Соломчук: Актуальними для аграріїв залишаються питання розмінування земель та зберігання майбутнього врожаю. // Пресслужба Апарату Верховної Ради України. Опубліковано 19 травня 2024, о 13:15
2. ↑  Посівні площі в Україні зростуть на 100 тис. га завдяки розмінуванню. 25.05.2024, 15:14